# 韓國駐臺代表列表
本列表為韓國駐中華民國（臺灣）歷任外交官名錄。雙方已無正式外交關係。

## 駐台北大韓民國代表部代表（1993年－迄今）
1992年斷交後，韓方隨著1993年代表部設立而改派代表。
| 駐台北代表（주타이페이대표） |            |                        |                            |
| 代數           | 姓名       | 時間                   | 備註                       |
| 1              | 韓哲洙（한철수） | 1993年11月－1995年12月 | 曾任大韓民國駐中華民國大使 |
| 2              | 姜敏秀（강민수） | 1996年2月－1999年2月   |                            |
| 3              | 尹海重（윤해중） | 1999年2月－2002年2月   |                            |
| 4              | 孫薰（손훈）   | 2002年2月－2004年2月   |                            |
| 5              | 黃龍植（황용식） | 2004年3月－2006年2月   |                            |
| 6              | 吳相式（오상식） | 2006年2月－2008年9月   |                            |
| 7              | 具良根（구양근） | 2008年9月－2011年9月   |                            |
| 8              | 丁相基（정상기） | 2011年10月－2014年4月  |                            |
| 9              | 趙百相（조백상） | 2014年4月－2016年11月  |                            |
| 10             | 楊昌洙（양창수） | 2016年11月－2019年     |                            |
| 11             | 姜永勳（강영훈） | 2019年5月－2021年12月  |                            |
| 12             | 鄭炳元（정병원） | 2021年12月－2023年2月  |                            |
| 13             | 李殷鎬（이은호） | 2023年2月－2025年7月   |                            |
| 14             | 待定       |                        | 副代表崔鳳圭代理           |

## 資料來源
1. ↑   (PDF).   [2015-02-21]. （原始内容 (PDF)存档于2016-03-03）.韓國外交部

## 外部連結
- 駐臺北韓國代表部（Facebook）